# Harrison County, Kentucky
Harrison County är ett administrativt område i delstaten Kentucky, USA, med 18 846 invånare. Den administrativa huvudorten (county seat) är Cynthiana. Harrison County ligger i den inre delen av regionen Bluegrass.

## Geografi
Enligt United States Census Bureau har countyt en total area på 803 km². 802 km² av den arean är land och 1 km² är vatten.

### Angränsande countyn
- Pendleton County - nord
- Bracken County &  Robertson County - nordost
- Nicholas County & Bourbon County - sydost
- Scott County - sydväst
- Grant County - nordväst